# Storåströmmens dämningsområde
Storåströmmens dämningsområde är ett vattenmagasin i Ljusnan i Härjedalens kommun i Hälsingland och ingår i Ljusnans huvudavrinningsområde. Sjön har en area på 3,11 kvadratkilometer och ligger 250,7 meter över havet. Sjön avvattnas av vattendraget Ljusnan.

## Delavrinningsområde
Storåströmmens dämningsområde ingår i det delavrinningsområde (688826-146289) som SMHI kallar för Utloppet av Storåströmmens Dämn.Omr.. Medelhöjden är 308 meter över havet och ytan är 22,42 kvadratkilometer. Räknas de 954 avrinningsområdena uppströms in blir den ackumulerade arean 10 705,3 kvadratkilometer. Avrinningsområdets utflöde Ljusnan mynnar i havet. Avrinningsområdet består mestadels av skog (76 procent). Avrinningsområdet har 3,15 kvadratkilometer vattenytor vilket ger det en sjöprocent på 14 procent.